# Ataloco
Ataloco fue un obispo arriano. 
En el reinado de Recaredo y cuando los godos poseían parte de las Galias, había en Narbona un obispo arriano llamado Ataloco. Éste promovió una guerra civil armando a los de su secta contra los católicos y aliándose a dos condes poderosos llamados Granista y Vitijerno. Recaredo envió al instante sus tropas para que pasando los Pirineos sofocasen esta rebelión, mientras que los rebeldes llamaron a los francos en su auxilio ofreciéndoles la posesión del país. Con esta esperanza acudieron los jefes francos Desiderio y Austrovaldo, tratando de apoderarse de Carcasona. Llegando en tanto las tropas de Recaredo, atacaron a las de los condes rebeldes que murieron en la pelea, siguiéndoles poco después Ataloco, de enfermedad o pesadumbre. Austrovaldo escapó con los suyos y Desiderio, que se atrevió a esperar a los godos, fue derrotado a vista de Carcasona. 